# 1703 у науці

## Біологія
- Шарль Плюм'є почав публікувати у Парижі Nova plantarum Americanarum genera, де зокрема описувалася фуксія, яку він відкрив на Еспаньйолі[1] та було дано назву genus Magnolia видам рослин із Мартініки.

## Хімія
- Йоганн Йоахім Бехер і Георг Ернст Шталь запропонували теорію флогістону[2].

## Наука про Землю
- Французький фізик Жан де Отфей сконструював грубий сейсмограф.

## Математика
- Готтфрід Лейбніц першим на заході описав двійкову систему.
- У Московії вийшов підручник «Арифметика» Магницького.

## Інституції
- Ісаака Ньютона обрано президентом Королівського наукового товариства.